# 涅夫捷恰拉
39°21′31″N 49°14′49″E / 39.35861°N 49.24694°E

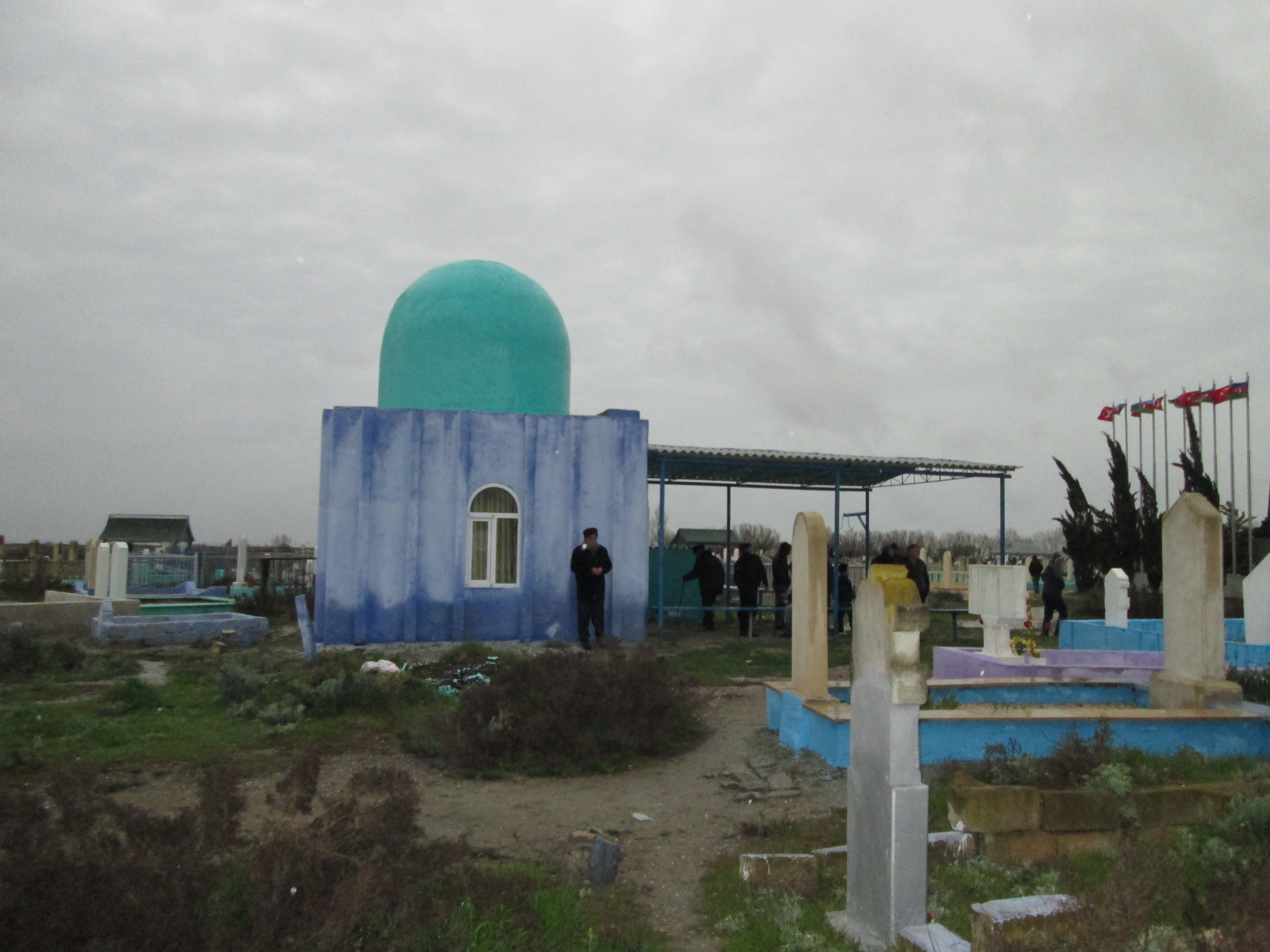
涅夫捷恰拉

涅夫捷恰拉是阿塞拜疆的城鎮，也是涅夫捷恰拉區的首府，位於該國東南部裡海沿岸，距離首都巴庫176公里，處於海平面以下26米，主要經濟活動是出產石油，2010年人口20,510。

## 外部連結
- Neftchala City Executive Powers 